# Élections législatives colombiennes de 2022
Les élections législatives colombiennes de 2022 se déroulent le 13 mars 2022 afin de renouveler pour quatre ans les deux chambres du Congrès de la république de Colombie.
Les résultats traduisent une percée de la coalition de gauche du Pacte historique et constituent un revers pour le Centre démocratique, le parti de droite du président Iván Duque.

## Mode de scrutin
Le Congrès est un parlement bicaméral composé d'une chambre basse, la Chambre des représentants et d'une chambre haute, le Sénat de la République, dont les membres sont élus pour quatre ans au scrutin direct.
La chambre des représentants est dotée de 188 sièges dont 162 pourvus au scrutin proportionnel plurinominal selon la méthode du plus fort reste dans 33 circonscriptions correspondant aux départements du pays plus la capitale Bogota. Le nombre de sièges par circonscription est proportionnel à sa population, chaque tranche de 250 000 habitants équivalant à un siège, plus un pour une dernière tranche de 125 000 habitants, avec un minimum de deux sièges par circonscription. Dix neuf autres sièges sont élus dans des circonscriptions spéciales, dont deux reservées aux afro-colombiens, une aux indigènes, une à la diaspora, et seize constituant de nouvelle « Circonscriptions spéciales transitoires pour la paix » (CITREP), dédiées aux zones les plus affectées par les conflits.
Le Sénat est doté de 108 sièges dont 100 pourvus au scrutin proportionnel plurinominal selon la même méthode mais dans une seule circonscription nationale avec un seuil électoral de 2 %. Deux autres sièges sont réservés via une circonscription binominale à la minorité amérindienne.
Par ailleurs, conformément à l'accord de paix qui a transformé les Forces armées révolutionnaires de Colombie (FARC) en un parti politique nommé Force alternative révolutionnaire commune (FARC), devenu Parti des communs, cinq sièges dans chacune des chambres sont attribués d'office à ce parti.
Enfin, le candidat à la présidence ayant perdu la dernière élection présidentielle mais obtenu le plus de voix est membre de droit du Sénat, tandis que son colistier, candidat malheureux à la vice présidence, est membre de droit à la Chambre.

## Résultats

### Chambre des représentants
|                          |                                                      |                                                      |                                                      |                                                      |        |               |  |  |  |
| Partis                   | Partis                                               | Voix                                                 | %                                                    | +/-                                                  | Sièges | +/-           |  |  |  |
|                          | Pacte historique (H)                                 |                                                      | 16,59                                                | Nv.                                                  | 27     | 27            |  |  |  |
|                          | Parti libéral (L)                                    |                                                      | 14,26                                                | 2,85                                                 | 32     | 3             |  |  |  |
|                          | Parti conservateur (C)                               |                                                      | 12,56                                                | 0,04                                                 | 25     | 4             |  |  |  |
|                          | Centre démocratique (CD)                             |                                                      | 9,86                                                 | 6,67                                                 | 16     | 16            |  |  |  |
|                          | Parti social d'unité nationale (U)                   |                                                      | 8,73                                                 | 4,01                                                 | 15     | 10            |  |  |  |
|                          | Changement radical (CR)                              |                                                      | 8,52                                                 | 6,30                                                 | 16     | 14            |  |  |  |
|                          | Alliance verte (V)                                   |                                                      | 6,67                                                 | 0,55                                                 | 11     | 2             |  |  |  |
|                          | Coalición Centro Esperanza (es)                      |                                                      | 1,94                                                 | Nv.                                                  | 2      | 2             |  |  |  |
|                          | MIRA - CJL                                           |                                                      | 1,77                                                 | 2,05                                                 | 1      | en stagnation |  |  |  |
|                          | Parti du nouveau libéralisme (es)                    |                                                      | 1,71                                                 |                                                      | 1      | 1             |  |  |  |
|                          | Ligue des gouvernants anti-corruption                |                                                      | 1,02                                                 |                                                      | 2      | 2             |  |  |  |
|                          | CR - MIRA - CJL                                      |                                                      | 0,84                                                 |                                                      | 1      | 1             |  |  |  |
|                          | Parti conservateur - Parti de la U                   |                                                      | 0,68                                                 |                                                      | 1      | 1             |  |  |  |
|                          | Parti conservateur - Centre démocratique             |                                                      | 0,59                                                 |                                                      | 1      | 1             |  |  |  |
|                          | Alternativos (AV-PDA)                                |                                                      | 0,59                                                 |                                                      | 2      | 2             |  |  |  |
|                          | Pacte historique-Alliance verte                      |                                                      | 0,57                                                 |                                                      | 2      | 2             |  |  |  |
|                          | MIRA - CR                                            |                                                      | 0,51                                                 |                                                      | 1      | 1             |  |  |  |
|                          | CJL - Parti libéral                                  |                                                      | 0,42                                                 |                                                      | 1      | 1             |  |  |  |
|                          | U - CJL                                              |                                                      | 0,42                                                 |                                                      | 1      | 1             |  |  |  |
|                          | Force citoyenne                                      |                                                      | 0,41                                                 |                                                      | 1      | 1             |  |  |  |
|                          | Renaissance colombienne                              |                                                      | 0,38                                                 |                                                      | 1      | 1             |  |  |  |
|                          | Peuple en mouvement                                  |                                                      | 0,33                                                 |                                                      | 1      | 1             |  |  |  |
|                          | Ensemble pour Caldas                                 |                                                      | 0,22                                                 |                                                      | 1      | 1             |  |  |  |
|                          | Autres partis                                        |                                                      |                                                      | -                                                    | 0      | en stagnation |  |  |  |
|                          | Circonscriptions spéciales transitoires pour la paix | Circonscriptions spéciales transitoires pour la paix | Circonscriptions spéciales transitoires pour la paix | Circonscriptions spéciales transitoires pour la paix | 16     | 16            |  |  |  |
|                          | Sièges réservés aux afro-colombiens                  | Sièges réservés aux afro-colombiens                  | Sièges réservés aux afro-colombiens                  | Sièges réservés aux afro-colombiens                  | 2      | en stagnation |  |  |  |
|                          | Sièges reservé aux indigènes                         | Sièges reservé aux indigènes                         | Sièges reservé aux indigènes                         | Sièges reservé aux indigènes                         | 1      | en stagnation |  |  |  |
|                          | Siège reservé à la diaspora                          | Siège reservé à la diaspora                          | Siège reservé à la diaspora                          | Siège reservé à la diaspora                          | 1      | en stagnation |  |  |  |
|                          | FARC membres d'office                                | FARC membres d'office                                | FARC membres d'office                                | FARC membres d'office                                | 5      | en stagnation |  |  |  |
|                          | Candidat défait à la vice-présidence                 | Candidat défait à la vice-présidence                 | Candidat défait à la vice-présidence                 | Candidat défait à la vice-présidence                 | 1      | en stagnation |  |  |  |
|                          |                                                      |                                                      |                                                      |                                                      |        |               |  |  |  |
| Suffrages exprimés       | Suffrages exprimés                                   | 17 014 847                                           | 92,40                                                |                                                      |        |               |  |  |  |
| Votes blancs             | Votes blancs                                         | 1 216 543                                            | 6,61                                                 |                                                      |        |               |  |  |  |
| Votes nuls               | Votes nuls                                           | 955 338                                              | 5,19                                                 |                                                      |        |               |  |  |  |
| Votes non-marqués        | Votes non-marqués                                    | 443 282                                              | 2,40                                                 |                                                      |        |               |  |  |  |
| Total                    | Total                                                | 18 413 467                                           | 100                                                  | -                                                    | 188    | 16            |  |  |  |
| Abstentions              | Abstentions                                          | 20 406 434                                           | 52,57                                                |                                                      |        |               |  |  |  |
| Inscrits / participation | Inscrits / participation                             | 38 819 901                                           | 47,43                                                |                                                      |        |               |  |  |  |

### Sièges spéciaux transitoires pour la paix
| Partis                   | Partis                   | Voix      | %     | +/- | Sièges | +/- |
| ------------------------ | ------------------------ | --------- | ----- | --- | ------ | --- |
|                          |                          |           |       |     |        |     |
|                          |                          |           |       |     |        |     |
|                          |                          |           |       |     |        |     |
| Suffrages exprimés       |                          |           |       |     |        |     |
| Votes blancs             |                          |           |       |     |        |     |
| Votes nuls               |                          |           |       |     |        |     |
| Votes non-marqués        |                          |           |       |     |        |     |
| Total                    | Total                    | 533 664   | 100   | -   | 16     | 16  |
| Abstentions              | Abstentions              | 712 970   | 57,20 |     |        |     |
| Inscrits / participation | Inscrits / participation | 1 246 634 | 42,80 |     |        |     |

### Sièges réservés aux indigènes à la Chambre
| Partis                   | Partis                                         | Voix    | %     | +/- | Sièges | +/-           |
| ------------------------ | ---------------------------------------------- | ------- | ----- | --- | ------ | ------------- |
|                          | Mouvement alternatif indigène et social (MAIS) |         |       |     | 1      | 1             |
|                          |                                                |         |       |     |        |               |
| Votes exprimés           | Votes exprimés                                 | 212 251 | 78,07 |     |        |               |
| Votes blancs             | Votes blancs                                   | 60 373  | 28,44 |     |        |               |
| Votes nuls               | Votes nuls                                     | 32 539  | 11,96 |     |        |               |
| Votes non-marqués        | Votes non-marqués                              | 27 057  | 9,95  |     |        |               |
| Total                    | Total                                          | 271 847 | 100   | -   | 1      | en stagnation |
| Abstentions              |                                                |         |       |     |        |               |
| Inscrits / participation |                                                |         |       |     |        |               |

### Sièges afro-colombiens à la Chambre
| Partis                   | Partis               | Voix    | %     | +/- | Sièges | +/-           |
| ------------------------ | -------------------- | ------- | ----- | --- | ------ | ------------- |
|                          | Vamos Juntos         |         |       |     | 1      |               |
|                          | Ferdando Rio Hidalgo |         |       |     | 1      |               |
|                          |                      |         |       |     |        |               |
| Suffrages exprimés       | Suffrages exprimés   | 476 282 | 77,41 |     |        |               |
| Votes blancs             | Votes blancs         | 118 358 | 24,85 |     |        |               |
| Votes nuls               | Votes nuls           | 81 160  | 13,19 |     |        |               |
| Votes non-marqués        | Votes non-marqués    | 57 792  | 9,39  |     |        |               |
| Total                    | Total                | 615 234 | 100   | -   | 2      | en stagnation |
| Abstentions              |                      |         |       |     |        |               |
| Inscrits / participation |                      |         |       |     |        |               |

### Sénat
|                          |                                                    |                                 |                                 |                                 |        |               |  |  |  |
| Partis                   | Partis                                             | Voix                            | %                               | +/-                             | Sièges | +/-           |  |  |  |
|                          | Pacte historique (H)                               | 2 302 800                       | 14,14                           | Nv                              | 16     | 16            |  |  |  |
|                          | Parti conservateur (C)                             | 2 213 451                       | 13,59                           | 0,42                            | 16     | 1             |  |  |  |
|                          | Parti libéral (L)                                  | 2 074 222                       | 12,74                           | 0,26                            | 15     | 1             |  |  |  |
|                          | Alliance verte (V)                                 | 1 956 968                       | 12,02                           | 3,02                            | 14     | 4             |  |  |  |
|                          | Centre démocratique (CD)                           | 1 929 124                       | 11,85                           | 5,33                            | 14     | 5             |  |  |  |
|                          | Changement radical (CR)                            | 1 610 565                       | 9,89                            | 4,84                            | 11     | 5             |  |  |  |
|                          | Parti social d'unité nationale (U)                 | 1 506 083                       | 9,25                            | 3,41                            | 10     | 4             |  |  |  |
|                          | Mouvement indépendant de rénovation absolue (MIRA) | 591 366                         | 3,63                            | 0,20                            | 4      | 1             |  |  |  |
|                          | Autres partis                                      |                                 |                                 | -                               | 0      | en stagnation |  |  |  |
|                          | Sièges reservés aux indigènes                      | Sièges reservés aux indigènes   | Sièges reservés aux indigènes   | Sièges reservés aux indigènes   | 2      | en stagnation |  |  |  |
|                          | FARC membres d'office                              | FARC membres d'office           | FARC membres d'office           | FARC membres d'office           | 5      | en stagnation |  |  |  |
|                          | Candidat défait à la présidence                    | Candidat défait à la présidence | Candidat défait à la présidence | Candidat défait à la présidence | 1      | en stagnation |  |  |  |
|                          |                                                    |                                 |                                 |                                 |        |               |  |  |  |
| Suffrages exprimés       | Suffrages exprimés                                 | 16 278 182                      | 92,85                           |                                 |        |               |  |  |  |
| Votes blancs             | Votes blancs                                       | 521 039                         | 2,97                            |                                 |        |               |  |  |  |
| Votes invalides          | Votes invalides                                    | 730 816                         | 4,16                            |                                 |        |               |  |  |  |
| Total                    | Total                                              | 18 033 956                      | 100                             | -                               | 108    | en stagnation |  |  |  |
| Abstentions              | Abstentions                                        | 20 785 945                      | 53,55                           |                                 |        |               |  |  |  |
| Inscrits / participation | Inscrits / participation                           | 38 819 901                      | 46,45                           |                                 |        |               |  |  |  |

### Sièges réservés aux indigènes au Sénat
| Partis                   | Partis                                      | Voix    | %     | +/- | Sièges | +/-           |
| ------------------------ | ------------------------------------------- | ------- | ----- | --- | ------ | ------------- |
|                          | Mouvement alternatif social indigène (MAIS) | 85 794  | 25,09 |     | 1      | en stagnation |
|                          | Autorités indigènes de Colombie (AICO)      | 61 913  | 18,10 |     | 1      | en stagnation |
|                          | Partido indigena Combiano (PIC)             | 28 034  | 8,19  |     | 0      | en stagnation |
|                          | Mandato Ambiental                           | 15 188  | 4,44  |     | 0      | en stagnation |
|                          | Associon de cabildos indigenas por Colombia | 13 279  | 3,88  |     | 0      | en stagnation |
|                          | Autres partis                               | 12 803  | 3,72  | -   | 0      | en stagnation |
|                          |                                             |         |       |     |        |               |
| Votes valides            | Votes valides                               | 341 906 |       |     |        |               |
| Votes blancs             |                                             |         |       |     |        |               |
| Votes nuls               |                                             |         |       |     |        |               |
| Votes non-marqués        |                                             |         |       |     |        |               |
| Total                    | Total                                       |         | 100   | -   | 2      | en stagnation |
| Abstentions              |                                             |         |       |     |        |               |
| Inscrits / participation |                                             |         |       |     |        |               |

## Analyse
En nombre de sièges, la coalition du Pacte historique obtient la première place à la chambre haute ; à la chambre basse, elle se classe au coude à coude avec le Parti conservateur, derrière le Parti libéral. De plus, elle arrive en tête en nombre de votants dans les deux scrutins .
Ces résultats sont présentés dans la presse d’actualités comme une percée « historique » de la coalition de gauche. À deux mois de l’élection présidentielle, ils alimentent les espoirs de Gustavo Petro, désigné à plus de 80 % comme candidat de cette formation dans le cadre des primaires organisées en même temps que les scrutins législatifs.
Le Centre démocratique du président Iván Duque connait quant à lui un revers, tombant de la première à la cinquième place en nombre de sièges à la chambre haute, et se classant quatrième à la chambre basse.